# Ricardo Brito
Ricardo Daniel Brito Landaeta (n. 2005) es un ex-preso político venezolano. En 29 de julio de 2024, el día después de las elecciones presidenciales de Venezuela, Brito fue arrestado por agentes policiales y acusado falsamente de participar en protestas poselectorales, siendo procesado por "terrorismo". Organizaciones de derechos humanos denunciaron su detención y pidieron su liberación inmediata. Fue excarcelado el 24 de diciembre del mismo año.

## Detención
El 29 de julio de 2024, el día después de las elecciones presidenciales de Venezuela, Brito fue arrestado junto a otro compañero en San Felipe, estado Yaracuy, por dos funcionarios policiales de la localidad. Había regresado de la tienda en la que trabajaba y estaba sentado en la acera cerca de su casa viendo su teléfono celular. Los funcionarios lo detuvieron sin orden de aprehensión o explicación, debido a que una manifestación el mismo día de desarrollaba en otra calle, y lo recluyeron en los calabozos de la comandancia policial. Ricardo tiene discapacidad auditiva y déficit de habla; según su abuela, cuando los policías se dieron cuenta de su discapacidad, salieron a la calle para buscar a alguien más para detener e intercambiar, pero al no conseguir a nadie se disculparon con él.El Comité de Derechos Humanos del partido opositor Vente Venezuela y sus familiares exigieron su liberación inmediata.Brito fue presentado el 30 de julio, a las 3:00 de la madrugada, ante el Tribunal de Terrorismo en Caracas mediante una audiencia telemática y acusado falsamente de haber participado en las protestas del 28 y 29 de julio en el estado. Se le negó el derecho a una defensa privada y sin poder ver a su familia.
Días después de su detención, agentes policiales buscaron a su abuela en su casa para que lo visitara en la comandancia. Para entonces, "Ricardo se negaba a comer, estaba débil y deprimido”. Su abuela sólo pudo verlo por media hora, quien le dejó su tratamiento, el cual se lo dieron una semana después.Posteriormente, a la segunda semana que le correspondía visita a su abuela, fue trasladado a las 3:00 de la madrugada y junto a otros detenidos jóvenes al Centro Penitenciario de Aragua (también conocido como la cárcel de Tocorón), donde cumplió 19 años de edad. El traslado se realizó sin previo aviso y sin informar a los familiares. En su primera visita a Tocorón, la abuela dijo haberlo visto aparentemente deprimido de nuevo. Para la segunda visita, el 18 de octubre, Brito tenía diarrea debido al estado de la comida que le daban a los reclusos. Su abuela le llevó suero con vitamina C debido a que no quería comer.
La abuela de Ricardo se trasladó a Caracas junto a otras madres para pedirle al defensor público de los tribunales que diese información sobre el proceso penal por terrorismo, que se permitiera llevarle agua limpia y arepas a los detenidos, sin recibir respuesta. Su abuela también pidió que un médico especialista lo visita para evaluar su condición. Adicionalmente, las madres fueron a las sedes del Ministerio Público de la Defensoría del Pueblo, ambas en la capital, y para denunciar las condiciones sanitarias en Tocorón. Para la fecha, al menos 70 menores de edad se encontraban detenidos después de ser arrestados durante las manifestaciones poselectorales. Familiares y organizaciones de derechos humanos pidieron la intermediación de UNICEF para que se les concediera la libertad plena e inmediata.La ONG Foro Penal también denunció la detención de 16 personas con discapacidad.
Ricardo fue excarcelado el 24 de diciembre de 2024 junto con varios otros detenidos.

## Vida personal
Ricardo Brito tiene discapacidad auditiva y nació con labio leporino, por lo que también tiene déficit de habla. Padece de hidrocefalia causada por traumatismo, por lo que sufre de convulsiones, además de trastornos depresivos. Sus padres están ausentes, por lo que ha vivido y ayudado económicamente a su abuela, Brígida Urbina, quien tenía 65 años en el momento de su detención. Para 2024, Ricardo no estaba inscrito en el registro electoral ni había militado nunca en algún partido político.